# Championnat d'Afrique de badminton par équipes mixtes 2021
Navigation
Benoni 2017 Benoni 2023
Le championnat d'Afrique de badminton par équipes mixtes 2021 se déroule du 21 octobre au 24 octobre 2021 à Kampala, en Ouganda.
L'épreuve sert de qualification pour la Sudirman Cup 2021 et précède les championnats d'Afrique individuels qui se déroulent sur le même site.

## Médaillés
| Épreuve      | Or | Argent | Bronze |
| ------------ | --- | --- | --- |
| Équipe mixte | Égypte Abdelrahman Abdelhakim Adham Hatem Elgamal Mohamed Mostafa Kamel Ahmed Salah Nour Ahmed Youssri Jana Ashraf Doha Hany Jana Hesham Mohamed Abdelkader | Algérie Mohamed Abderrahime Belarbi Adel Hamek Sifeddine Larbaoui Koceila Mammeri Youcef Sabri Medel Mohamed Abdelaziz Ouchefoun Halla Bouksani Célia Mounib Yasmina Chibah Tanina Mammeri Linda Mazri | Ouganda Friday Attama Expedito Emuddu Brian Kasirye Muzafar Lubega Kenneth Comfort Mwambu Israel Wanagalya Husina Kobugabe Gladys Mbabazi Fadilah Shamika Mohamed Rafi Tracy Naluwooza Mable Namakoye Rajab Shamsa Mbira |
| Équipe mixte | Égypte Abdelrahman Abdelhakim Adham Hatem Elgamal Mohamed Mostafa Kamel Ahmed Salah Nour Ahmed Youssri Jana Ashraf Doha Hany Jana Hesham Mohamed Abdelkader | Algérie Mohamed Abderrahime Belarbi Adel Hamek Sifeddine Larbaoui Koceila Mammeri Youcef Sabri Medel Mohamed Abdelaziz Ouchefoun Halla Bouksani Célia Mounib Yasmina Chibah Tanina Mammeri Linda Mazri | Afrique du Sud Jarred Elliott Ruan Snyman Robert Summers Bongani Von Bodenstein Robert White Amy Ackerman Demi Botha Deidre Laurens Jordaan Diane Olivier Johanita Scholtz                                               |